# Campanula jacobaea
Campanula jacobaea là loài thực vật có hoa trong họ Hoa chuông. Loài này được C.Sm. ex Webb mô tả khoa học đầu tiên năm 1848.